# Etan Ezrahita

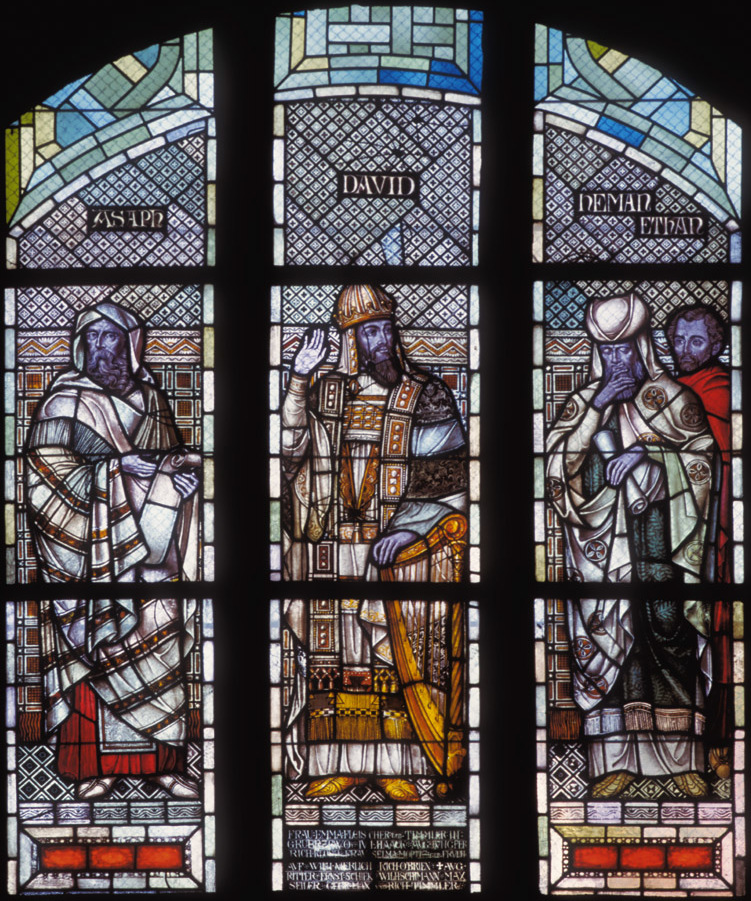
Etan Ezrahita (w czerwonej szacie)

Etan Ezrahita – postać Starego Testamentu.
Prawdopodobnie był cymbalistą na dworze króla Dawida (1 Krn 15,17-19). Biblia mówi o nim, jako o wielkim mędrcu, ustępującym jedynie Salomonowi (1 Krl 4,31). Charles Spurgeon sugerował, że może on być tożsamy z Jedutunem. Niektórzy egzegeci żydowscy odnoszą imię "Etan Ezrahita" do patriarchy Abrahama. Etan Ezrahita jest autorem psalmu LXXXIX (w Wulgacie LXXXVIII). Nie jest wykluczone, że było dwóch Etanów. Autorem psalmu był Etan, syn Zary – stąd przydomek Ezrahita (1 Krn 2,6, 2,8), mędrcem i cymbalistą zaś Etan, syn Chuszaja.
Poza owym psalmem występuje w dwóch innych miejscach Starego Testamentu: 1 Krl 5,11 lub 4,31 (w zależności od przekładu), 1 Krn 15,17-19.
Pierwsza Księga Królewska tak o nim mówi:
"Toteż mądrość Salomona przewyższała mądrość wszystkich ludzi Wschodu i mądrość Egipcjan. Górował on mądrością nad wszystkimi ludźmi, nawet nad Etanem Ezrachitą i Hemanem, jako też Kalkolem i Dardą, synami Machola. A imię jego stało się sławne wśród wszystkich narodów okolicznych" (1 Krl 5,10-11, Biblia Tysiąclecia).

## Występowanie w literaturze
Jest głównym bohaterem powieści Stefana Heyma "Raport o Królu Dawidzie". W powieści tej jest historykiem z czasów króla Salomona, mającym za zadanie opracowanie tytułowego raportu.